# Río Guaso
Río Guaso är ett vattendrag i Kuba.   Det ligger i provinsen Provincia de Guantánamo, i den östra delen av landet, 800 km öster om huvudstaden Havanna.